# Éurito (espartano)
Éurito era el nombre de un guerrero espartano, uno de los 300 que combatieron y murieron en la batalla de las Termópilas en el 480 a. C. Éurito y Aristodemo sufrieron una infección ocular y se les ordenó retornar a Esparta, pero Éurito decidió seguir combatiendo y ordenó a sus ilotas que le guiasen, ciego, a la batalla, en la que encontró la muerte.